# خوسه لوئیس روگاماس
خوسه لوئیس روگاماس (اسپانیایی: José Luis Rugamas‎؛ زادهٔ ۵ ژوئن ۱۹۵۳) بازیکن سابق و مربی فوتبال اهل السالوادور است.
از باشگاه‌هایی که در آن بازی کرده‌است می‌توان به باشگاه فوتبال مونیسیپال و باشگاه فوتبال فاس اشاره کرد.
وی همچنین در تیم ملی فوتبال السالوادور بازی کرده‌است.